# Akamatsu Norimura
Akamatsu Norimura (赤松 則村, 1277 – 18 de fevereiro de 1350) foi um samurai japonês pertencente ao clã Akamatsu que viveu no período Muromachi. Foi governador (shugo) da província de Harima, na prefeitura de Hyōgo.

## Guerreiro
Norimura apoiou o Imperador Go-Daigo e o xogumAshikaga Takauji na luta para superar o xogunato Kamakura. Akamatsu se aliou a Takauji na tomada de Quioto das forças imperiais em 23 de fevereiro de 1336. Ele então se tornou parte do xogunato Ashikaga. Norimura construiu um forte em uma colina que mais tarde se tornou o local do Castelo de Himeji.

## Patrono
Norimura foi patrono de Sesson Yūbai no estabelecimento de Hōun-ji e Hōrin-ji em Harima. Nos registros sobre o estabelecimento de direitos à terra em Daitoku-ji em Kyoto, a ajuda de Norimura é devidamente reconhecida.

Emblema (mon) do clã Akamatsu